# Primero Colombia
Primero Colombia fue una fundación sin ánimo de lucro, posteriormente convertido en movimiento ciudadano con el que Álvaro Uribe llegó a la presidencia de Colombia en 2002 y con el que fue reelegido en 2006.

## Elecciones presidenciales de Colombia (2002)
Uribe decidió postularse por este movimiento al no obtener consenso suficiente en las consultas internas del Partido Liberal, por lo que se presentó a las urnas bajo este movimiento, con el que alcanzó más del 51% de los votos. Después de las elecciones, este movimiento carecía de militantes o candidatos a otras corporaciones públicas, por lo que quedó inactivo hasta la campaña electoral de 2006.

## Elecciones presidenciales de Colombia (2006)
Después de tres años de mandato, Uribe mantenía índices muy altos de popularidad, lo que fue consolidando todo un andamiaje político bajo la sombra de su nombre (uribismo), y con políticos que respaldaban su proyecto (conocidos como uribistas), Entre ellos reconocidos congresistas como Germán Vargas Lleras, Claudia Blum, Gina Parody, Armando Benedetti, Carlos Holguín Sardi, Mario Uribe, Álvaro Araújo, entre muchos otros, así como partidos políticos tradicionales como el Partido Conservador Colombiano y otros más nuevos y coyunturales como Partido Cambio Radical, Alas Equipo Colombia, Colombia Democrática y Convergencia Ciudadana; la mayoría de estos, disidentes de los partidos Liberal y Conservador.
Este conglomerado de partidos y movimientos, sumado a la creación del Partido de la U, hacía imposible que el presidente Uribe, en ejercicio y candidato a la reelección, postulara su nombre bajo el aval de todos. Por eso Uribe decide inscribir su candidatura, nuevamente, por el movimiento "Primero Colombia" el cual fue avalado nuevamente por la recolección de más de un millón de firmas, debido a que en el año de 2003, la reforma electoral aprobada en el congreso, requería que un candidato para inscribirse, tuviera el aval de un partido, movimiento o grupo significativo de ciudadanos.